# 朱佶煟
平遥僖靖王朱佶煟（1408年2月17日—1446年3月17日），明朝瀋简王朱模庶三子，明太祖之庶孙，明朝第一代平遥王。

## 生平
朱佶煟出生于永乐六年（1408年）正月。永乐二十二年（1424年）十月，朱佶煟获明仁宗册封为平遥王。宣德三年（1428年）六月，明宣宗命定國公徐景昌、行在鴻臚寺左少卿劉順為正副使，持節冊封南城兵馬副指揮王克智的女兒為平遙王妃。
宣德八年（1433年）八月，朱佶煟生母席氏去世，明宣宗遣中官賜祭，命有司治葬事。
宣德九年（1434年）六月，朝廷给朱佶煟及其兄陵川王朱佶煃及其弟黎城王朱佶燏、稷山王朱佶焆、沁水王朱佶熅、沁源王朱佶㷆岁禄各二千石，米钞各半，由山西布政司仓库支用。宣德十年（1435年）十月，朱佶煟的兄长瀋康王朱佶焞为弟弟们奏请委派教授，以讲授经书，英宗命行在吏部拣选才学老成者担任。
正统四年（1439年）十二月，长兄朱佶焞奏朱佶煟有疾病，英宗派醫士骑马经驿站去治疗，并发书信告谕朱佶煟应该重视保养身体。其后，朱佶煟又向朝廷上奏称自己府中缺內使。正统八年（1443年）三月，英宗回信说派遣范吹等四人備使，令其善待。
正统十一年（1446年）二月，朱佶煟去世。英宗輟視朝一日，遣官員致祭，諡僖靖，命有司營葬。同年五月，长兄朱佶焞向朝廷奏称朱佶煟还未下葬，生前祿米用盡，如今已经按例停止支取禄米，但家口眾多，无以養贍。事下戶部覆奏，英宗命仍舊支取禄米。正统十二年（1447年）八月，嫡长子朱幼𡑆袭封为第二代平遥王。

## 身后
成化九年（1473年）五月，明宪宗增加给朱佶煟所遺宮眷的米每年五十石。

## 家庭

### 妻妾
- 王妃王氏，成化八年（1472年）五月奏朱幼𡑆死後祿米停支，家眷無以自給，得賜食米每年一百石[14]

### 子孙
- 嫡长子平遥惠恭王朱幼𡑆
- 次子朱幼埮，正统九年（1444年）二月赐名[15]